# Lijst van bezienswaardigheden in Lissabon

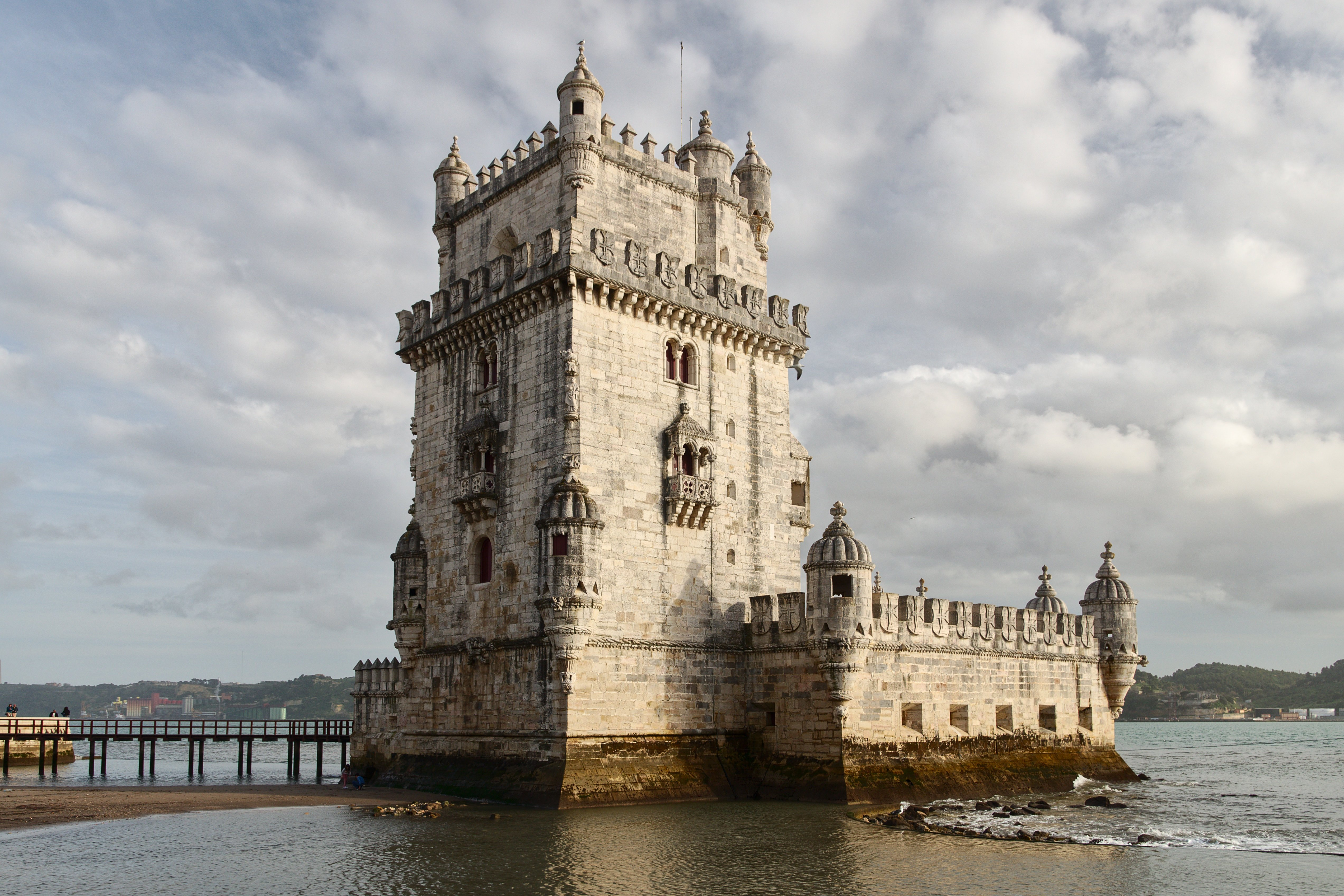
Torre de Belém

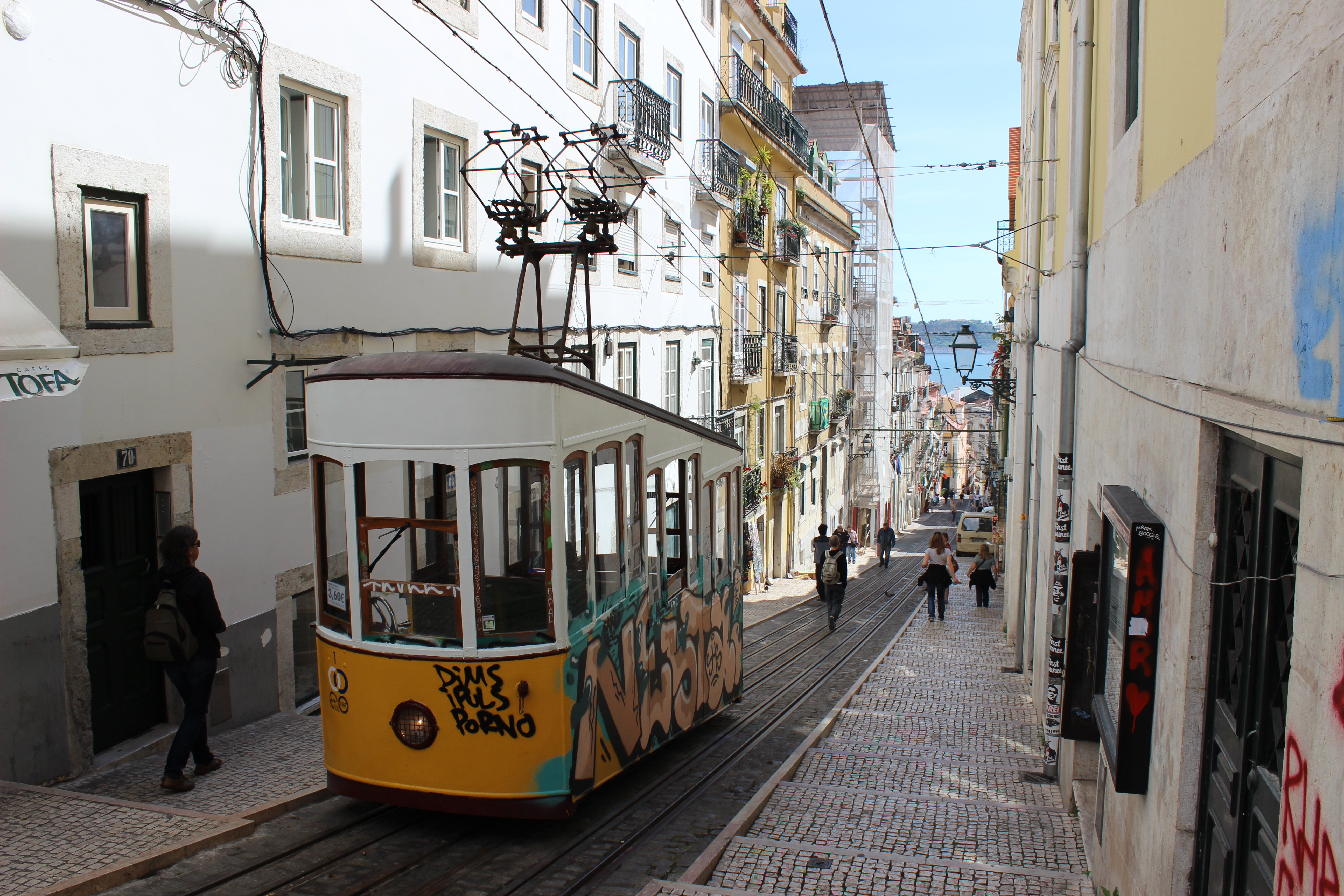
Ascensor da Bica

Hieronder staat een lijst van bezienswaardigheden in Lissabon.

## Gebouwen en bouwwerken

### Kerken, kathedralen en kloosters
- Basílica da Estrela
- Basílica de Nossa Senhora dos Mártires
- Capela de Nossa Senhora do Monte
- Capela do Rato
- Carmoklooster
- Centrale Moskee van Lissabon
- Convento da Graça
- Convento da Madre de Deus
- Convento de Nossa Senhora de Jesus
- Convento de Santa Apolónia
- Convento de Santa Teresa de Jesus de Carnide
- Dominicanenkerk
- Ermida de Nosso Senhor do Cruzeiro
- Igreja da Conceição Velha
- Igreja da Madalena
- Igreja da Memória
- Igreja de Chelas
- Igreja de Nossa Senhora da Luz
- Igreja de Nossa Senhora da Porciúncula
- Igreja de Nossa Senhora de Jesus
- Igreja de Nossa Senhora do Amparo
- Igreja de Nossa Senhora do Rosário de Fátima
- Igreja de Nossa Senhora dos Navegantes
- Igreja de Santa Catarina
- Igreja de Santa Luzia
- Igreja de Santiago
- Igreja de Santo André
- Igreja de Santo António de Lisboa
- Igreja de Santo Estêvão
- Igreja de Santo Eugénio
- Igreja de São Cristóvão
- Igreja de São Domingos
- Igreja de São Francisco de Paula
- Igreja de São João Batista
- Igreja de São João da Praça
- Igreja de São João de Brito
- Igreja de São João de Deus
- Igreja de São José dos Carpinteiros
- Igreja de São Lourenço
- Igreja de São Lourenço de Carnide
- Igreja de São Luís dos Franceses
- Igreja de São Mamede
- Igreja de São Miguel
- Igreja de São Nicolau
- Igreja de São Paulo
- Igreja de São Pedro em Alcântara
- Igreja de São Roque
- Igreja de São Sebastião da Pedreira
- Igreja do Coração de Jesus
- Igreja do Loreto
- Igreja do Menino Deus
- Igreja do Santo Condestável
- Igreja dos Santos Reis Magos
- Igreja e Convento das Flamengas
- Igreja Paroquial de Nossa Senhora da Porta do Céu
- Igreja Paroquial de Santo Agostinho a Marvila
- Kathedraal van Lissabon
- Klooster van São Vicente de Fora
- Mosteiro dos Jerónimos
- Panteão Nacional

### Kastelen en paleizen
- Palácio de São Bento
- Castelo de São Jorge
- Palácio dos Marqueses de Fronteira
- Palácio Nacional da Ajuda
- Palácio Nacional de Belém
- Paleis van Queluz
- Ribeirapaleis

### Musea
- Berardo Collectie Museum
- Casa dos Bicos
- Centro de Arte Moderna José de Azeredo Perdigão
- Museu Calouste Gulbenkian
- Museu da Água
- Museu de Arte, Arquitetura e Tecnologia
- Museu de Marinha
- Museu do Fado
- Museu do Oriente
- Museu Nacional de Arqueologia
- Museu Nacional de Arte Antiga
- Museu Nacional de Arte Contemporânea do Chiado
- Museu Nacional do Azulejo
- Museu Nacional dos Coches
- Pavilhão do Conhecimento

### Theaters
- Romeins theater van Lissabon
- Teatro Nacional de São Carlos

### Stadions en Arenas
- Altice Arena
- Estádio da Luz
- Estádio do Lumiar
- Estádio do Restelo
- Estádio José Alvalade
- Pavilhão João Rocha
- Praça de Touros do Campo Pequeno

### Stations
- Cais do Sodré
- Gare do Oriente
- Station Rossio

### Bruggen en Aquaducten
- Aqueduto das Águas Livres
- Ponte 25 de Abril
- Vasco da Gamabrug

### Torens
- Torre de Belém
- Torre Vasco da Gama

### Overige Bouwwerken
- Arco da Rua Augusta
- Christus Koning
- Centro Cultural de Belém
- Padrão dos Descobrimentos
- Santa Justa-Lift

## Overige bezienswaardigheden

### Tuinen en parken
- Estufa Fria
- Jardim Afonso de Albuquerque
- Jardim Botânico Tropical
- Jardim da Estrela
- Jardim de São Pedro de Alcântara
- Jardim do Príncipe Real
- Jardim do Torel
- Jardim Zoológico de Lisboa
- Oceanário de Lisboa
- Parque Eduardo VII
- Parque Florestal de Monsanto

### Pleinen
- Praça Afonso de Albuquerque
- Praça da Figueira
- Praça do Comércio
- Praça do Império
- Praça do Marquês de Pombal
- Praça dos Restauradores
- Praça de Luís de Camões
- Rossio

### Wijken en buurten
- Alfama
- Bairro Alto
- Baixa Pombalina
- LX Factory
- Mouraria
- Parque das Nações

### Straten
- Ascensor da Bica
- Avenida da Liberdade
- Rua Nova do Carvalho

### Uitkijkpunten
- Largo das Portas do Sol
- Miradouro da Senhora do Monte
- Miradouro de Santa Catarina
- Miradouro de Santa Luzia
- Miradouro Sophia de Mello Breyner Andressen

### Overig
- Cemitério dos Prazeres
- Mercado da Ribeira
- Mercado de Santa Clara